# أفردن أسقر
أفردن أسقر (بالصينية: 艾菲尔丁.艾斯卡尔) هو لاعب كرة قدم صيني من مواليد 15 سبتمبر 2003، وهو من أصول تركية أويغورية يلعب في صفوف نادي غوانزو. ويلعب ايضاً لمنتخب الصين تحت 20 سنة.